# Unicorn Wars
Unicorn Wars es una película antibelicista animada para adultos hispano-francesa de 2022 dirigida y escrita por Alberto Vázquez. Se estrenó en salas  el 21 de octubre de 2022 con versión doblada al gallego.  y el preestreno en gallego se celebró el 13 de octubre en Cantones Cines de La Coruña  En Bilbao, sede de la coproductora Uniko, también se preestrenó el 19 de octubre de 2022. Recibió el Premio Goya 2023 a la Mejor Película de Animación.
En México se estrenó el 23 de noviembre de 2023 en cines, doblada al español latino. 

## Sinopsis
Con el telón de fondo de una vieja guerra que enfrenta a los osos de peluche fanáticamente religiosos contra los unicornios ecologistas, en el fondo de la trama subyace la competencia de dos hermanos osos por el amor de su difunta madre.

## Argumento
En un bosque mágico, los unicornios convivían con animales salvajes.  Pero los osos encontraron un Libro Sagrado de conocimiento en las ruinas de una iglesia.  El libro permitió a los osos ganar sensibilidad y formar su propia civilización.  Con el tiempo, los osos evolucionaron físicamente a una forma de "oso de peluche" multicolor.  Según sus creencias, los osos querían cultivar el bosque, pero los unicornios se les opusieron. En realidad los unicornios solamente se opusieron debido a que los osos empezaron a talar los árboles del bosque y los unicornios siendo los protectores de este decidieron tomar represalias. Esto condujo a una guerra entre osos y unicornios.  Pero los osos creen que la guerra terminará cuando su "elegido" beba la sangre del último unicornio, y un ser divino regrese al bosque.
El sargento de instrucción Caricias entrena a una nueva tropa de reclutas que incluye a los hermanos Gordi y Azulín.  Un sacerdote inculca una doctrina religiosa de odio a los unicornios en las tropas.  Azulín pretende proteger a Gordi, y aspira a ser el mejor recluta, con la esperanza de ser algún día El Elegido.  Pero se vuelve resentido con el mejor recluta de la tropa, Coco.  Y siente celoso de su hermano desde su nacimiento cuando Gordi salió primero, ganándose el favor de su madre.  Cuando su madre dejó a su padre por otro hombre, los celos de Azulín se volvieron tan despiadados que vertió veneno en la limonada de su madre y la mató.
Los líderes del campamento envían las tropas al bosque para encontrar un escuadrón desaparecido, con Caricias y el Sacerdote a la cabeza.  En el bosque, encuentran luciérnagas que consideran comer.  El Sacerdote advierte que la escritura dice que no se los coma, pero Caricias desafía airadamente la advertencia.  Las luciérnagas resultan ser alucinógenas y las tropas ven alucinaciones aterradoras que cuestan la vida de dos reclutas.  Más tarde, encuentran los restos mutilados de los miembros del escuadrón, presumiblemente asesinados por unicornios.  El sargento Caricias se vuelve loco como resultado.  Poco después, se topan con un unicornio solitario y lo matan.  Pero aparecen otros unicornios y luchan contra los reclutas, dejando solo con vida a Azulín, Gordi y Coco.  La ira de Azulín contra Coco estalla, y mata a Coco herido e incluso lo canibaliza.
Los hermanos encuentran otros dos unicornios.  Azulín mata a uno de ellos y hiere gravemente al otro, una potranca llamada María.  Al tratar de matar a María, Azulín cae a un río, desfigurándose severamente el lado derecho de su rostro en la caída.  El río se lleva a Azulín, donde otra tropa lo encuentra.  Mientras Azulín se recupera en el hospital, los líderes militares lo ascienden a teniente y lo presentan como un héroe para inspirar a los soldados.  De vuelta en el bosque, Gordi se apiada de María y la cuida hasta que recupera la salud.  Antes de la pelea, María se topó con la iglesia y encontró el edificio ahora ocupado por simios.
Azulín se vuelve tan popular entre los soldados que lidera un golpe de Estado y mata a los líderes militares.  Luego organiza el ejército de osos para un último asalto masivo para destruir el bosque.  Luego, los unicornios se unen para enfrentarse a los osos.  En la brutal batalla final, todos los osos mueren excepto los hermanos, y todos los unicornios mueren excepto María.  Azulín y Gordi se reencuentran.  Pero cuando Azulín ve a Gordi ayudando a María, su ira se desborda y mata tanto a Gordi como a María.  Bebe la sangre de María para finalmente cumplir la profecía.  Pero el cuerpo de María se transforma en un monstruo sin forma que consume el cadáver fallecido de Gordi y también consume al aún vivo Azulín, causando así, su muerte final definitiva.  Por fin, el monstruo se transforma en la criatura divina predicha, un ser humano.  El humano lidera a los simios como los nuevos gobernantes del mundo.

## Producción
Alberto Vázquez declaró tener tres inspiraciones principales al escribir la película: Apocalipsis Now, Bambi y la Biblia. 
El proyecto fue presentado en un panel "Work in Progress" del 45.º Festival Internacional de Cine de Animación Annecy.  El film es una coproducción española y francesa de Abano Producións SL, Uniko Estudio Creativo S.L., Unicorn Wars AIE, Autour de Minuit, Productions SARL y Schmuby Productions SAS, la película recibió financiación de Eurimages.
Las voces en la grabación original de Español fueron proporcionadas por Jon Goiri, Jaione Insausti, Ramón Barea, Manu Heras, Gaizka Soria, Itxaso Quintana, Maribel Legarreta y Kepa Cueto, entre otros.
La producción la han realizado Abano Producions (Galicia), Autour de Minuit (Francia) y UniKo (País Vasco).  Esta última lleva trabajando con Alberto desde el año 2009, en el cortometraje BirdBoy.

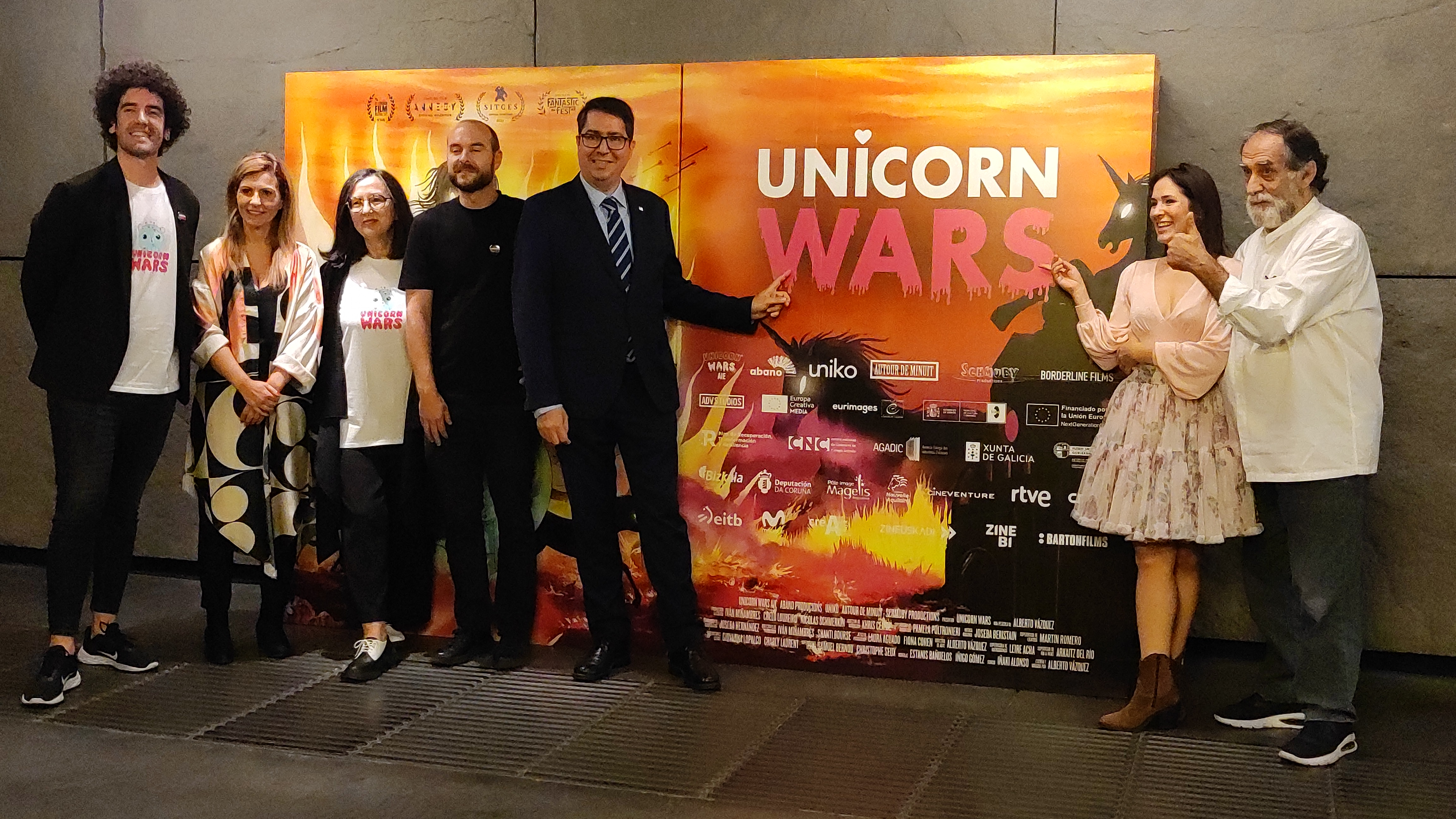
Preestreno de Unicorn Wars en Bilbao.

## Lanzamiento
La película fue presentada en el 46.º Festival Internacional de Cine de Animación Annecy el 16 de junio de 2022, como parte del concurso oficial del festival.  
Hizo su estreno en Estados Unidos en el Fantástic Fest.
La película se estrenó en las salas de cine españolas el 21 de octubre de 2022 y en el Animation Film de Los Ángeles dos días después. En Bilbao, ciudad en la que se ubica la coproductora UniKo, se preestrenó como actividad preparatoria de la 64 edición de ZINEBI.